# C. Horacio Canales
C. Horacio Canales (nacido como Carlos Horacio Canales Morales, el 28 de octubre de 1991 en Valle Hermoso, Tamaulipas) es un escritor, guionista, actor y modelo mexicano. Como autor, es conocido por el éxito con su primera novela publicada Lagrimas en el Cielo, que se publicó en 2020 bajo el sello de Editorial Sigel. Como actor, es conocido por interpretar a Mateo de joven en la serie Asesino del Olvido.

## Biografía

### Actuación y Modelaje
Comenzó su carrera modelando para marcas locales en Monterrey, Nuevo León, con ambición de querer incursionar en el mundo de la actuación. Pronto tuvo su formación actoral en Casazul, MM Studio de Patricia Reyes Spindola, Centro de Estudios Artísticos (CEA), en donde tuvo sus primeros papeles recurrentes como actor de reparto en producciones como La rosa de Guadalupe, Historias de la Virgen Morena, Durmiendo con mi Jefe, La Vecina, Antes Muerta que Lichita, Pasión y Poder, y Enamorándome de Ramón. Ha trabajado para productoras de manera internacional como Televisa, Telemundo, E! Entertainment y Sony Pictures.
Su carrera saltó a las plataformas de streaming con papeles secundarios en series como Descanse en Paz, como Nicolás, y en Asesino del Olvido, al lado de Damián Alcázar, interpretando a Mateo de joven. 

### Televisión
| Año  | Título                        | Rol                | Notas       |
| ---- | ----------------------------- | ------------------ | ----------- |
| 2008 | La Rosa de Guadalupe          | Varios             | 6 capítulos |
| 2012 | Historias de la Virgen Morena | Miguel Ángel       | 1 capítulo  |
| 2013 | Durmiendo con mi jefe         | El Creativo        | 5 capítulos |
| 2016 | Coleccionista                 | José de León Toral | 1 capítulo  |
| 2016 | Pasión y Poder                | Botones            | 4 capítulos |
| 2017 | El Vuelo de la Victoria       | Actor Novato       | 3 capítulos |
| 2018 | El Rey del Valle              | Taquero            | 2 capítulos |
| 2018 | Enemigo Íntimo                | Recepcionista      | 1 capítulo  |
| 2017 | Hoy voy a Cambiar             | Paciente Mental    | 3 capítulos |
| 2020 | Top Ten                       | Nico               | 1 capítulo  |
| 2020 | Descanse en Paz               | Nicolás            | 3 capítulos |
| 2020 | Asesino del Olvido            | Mateo joven        | 6 capítulos |

### Lágrimas en el Cielo
Canales incursionó en el mundo editorial con su primera obra Lágrimas en el Cielo bajo el sello de Editorial Sigel en el 2020. La recepción del manuscrito fue controvertida, pues Canales combinó la narrativa de las obras literarias y la estructura de guiones teatrales para los diálogos.
Lágrimas en el Cielo habla de Matthew McCartney, un residente de Falfurrias, Texas, que conoce al amor de su alma, Sophie, a la temprana edad de cinco años. Convencido de que Sophie y él debían estar juntos siempre, hace los planes para tener una vida perfecta y tranquila a su lado. Sin embargo, un fatídico día, un tráiler golpeó de frente el auto en el que viajaban, dejándolos sin vida.
Cuando despertó, se encontraba en una nueva vida, aunque con los recuerdos de su muerte. Lo único que recuerda, es que debe buscar a Louisa para retomar ese amor que se juraron en la vida pasada.
Debido al formato y a la historia apasionante que se propone, el libro se ha posicionado como uno de los libros mejor vendidos, ganando el reconocimiento Sigel al libro mejor vendido en su primer año. 
La obra se concibió de una tarea asignada para pasar el taller de Lectura y Redacción en la secundaria como trabajo final. La historia gustó tanto al profesor, que le incitó a seguir la historia y contarla de una manera más extensa. Desde ese día, Canales se dedicó a escribirla por trece años en diferentes partes del mundo mientras trabajaba en campañas de modelaje por América Latina.

### Actualidad
Actualmente trabaja como guionista para diversas productoras, además de generar contenido propio para plataformas de streaming.

## Distinciones
- Premio Sigel mejor vendido en el primer año (2021)